# Cingonius Varro
Cingonius Varro († 68) war ein kaiserzeitlicher römischer Politiker. Er stellte nach Ermordung des Stadtpräfekten Lucius Pedanius Secundus im Jahr 61 erfolglos den Antrag, dessen Freigelassene aus Italien auszuweisen.
Cingonius Varro war designierter Konsul für das Jahr 69. Er schrieb im Jahr 68 für den ehrgeizigen Prätorianerpräfekten Gaius Nymphidius Sabinus, der in Rom die Macht an sich reißen wollte, eine Rede an die Prätorianergarde. Deswegen befahl Kaiser Galba seine Hinrichtung.